# Decarthron reciprocum
Decarthron reciprocum är en skalbaggsart som beskrevs av Park 1958. Decarthron reciprocum ingår i släktet Decarthron och familjen kortvingar. Inga underarter finns listade i Catalogue of Life.